# Van Gentstraat
De Van Gentstraat is een straat in de buurt Landlust in de wijk Bos en Lommer in Amsterdam-West.

## Ligging en Geschiedenis
De straat werd vanaf 1910 aangelegd als Piet Heinstraat binnen de gemeente Sloten. In 1921 annexeerde de gemeente Amsterdam Sloten en moest toen beslissen of ze die naam wilde handhaven of vervangen. Amsterdam had sinds 1919 in Amsterdam-Centrum al de Piet Heinkade en om verwarring te voorkomen werd gekozen de naam te wijzigen in de Van Gentkade. Per raadsbesluit van 22 maart 1922 vernoemde de gemeente de straat naar Willem Joseph van Ghent. Dit heeft tot gevolg dat in deze Gibraltarbuurt dit de enige straat is die vernoemd is naar een persoon; andere straten werden vernoemd naar zeeslagen. In dezelfde buurt ligt de Solebaystraat, vernoemd naar de Slag bij Solebay in 1672, alwaar Van Gent sneuvelde.
De straat begint aan de Admiraal de Ruijterweg loopt naar het noordoosten waar ze de Gibraltarstraat kruist. Vervolgens zit er een knik in de straat, vanaf de Gibraltarstraat loopt ze naar het noorden waar ze eindigt op de ventweg van de Haarlemmerweg.

## Gebouwen
Aan het begin van de Van Gentstraat oneven zijde staat de Boomkerk, een rijksmonument. Door deze kerk mist de Van Gentstraat de oneven nummers 1-23. De rest van de straat is gevuld met woningbouw uit drie perioden. Bij de Admiraal de Ruijterweg staat een blokje dat nog uit de tijd van Sloten dateert (omstreeks 1913, huisnummers 4-6). Dan volgt een blok woningen uit omstreeks 1937 met op nummer 16a een onderdoorgang naar een schoolgebouw op een binnenterrein (in 2019 is er een kinderopvang gevestigd). De woonblokken tussen de Gibraltarstraat en Haarlemmerweg werden ontworpen door architect Piet Kramer voor de Maatschappij ter verkrijging van eigen woningen. Ze maken deel uit van een complex verspreid over diverse straten alhier met een variatie aan 4-lagenbouw en 3-lagenbouw. Het complex is gebouwd in de stijl van de Amsterdamse School, maar wel in een sobere versie daarin (Bouwperiode 1936-1938).

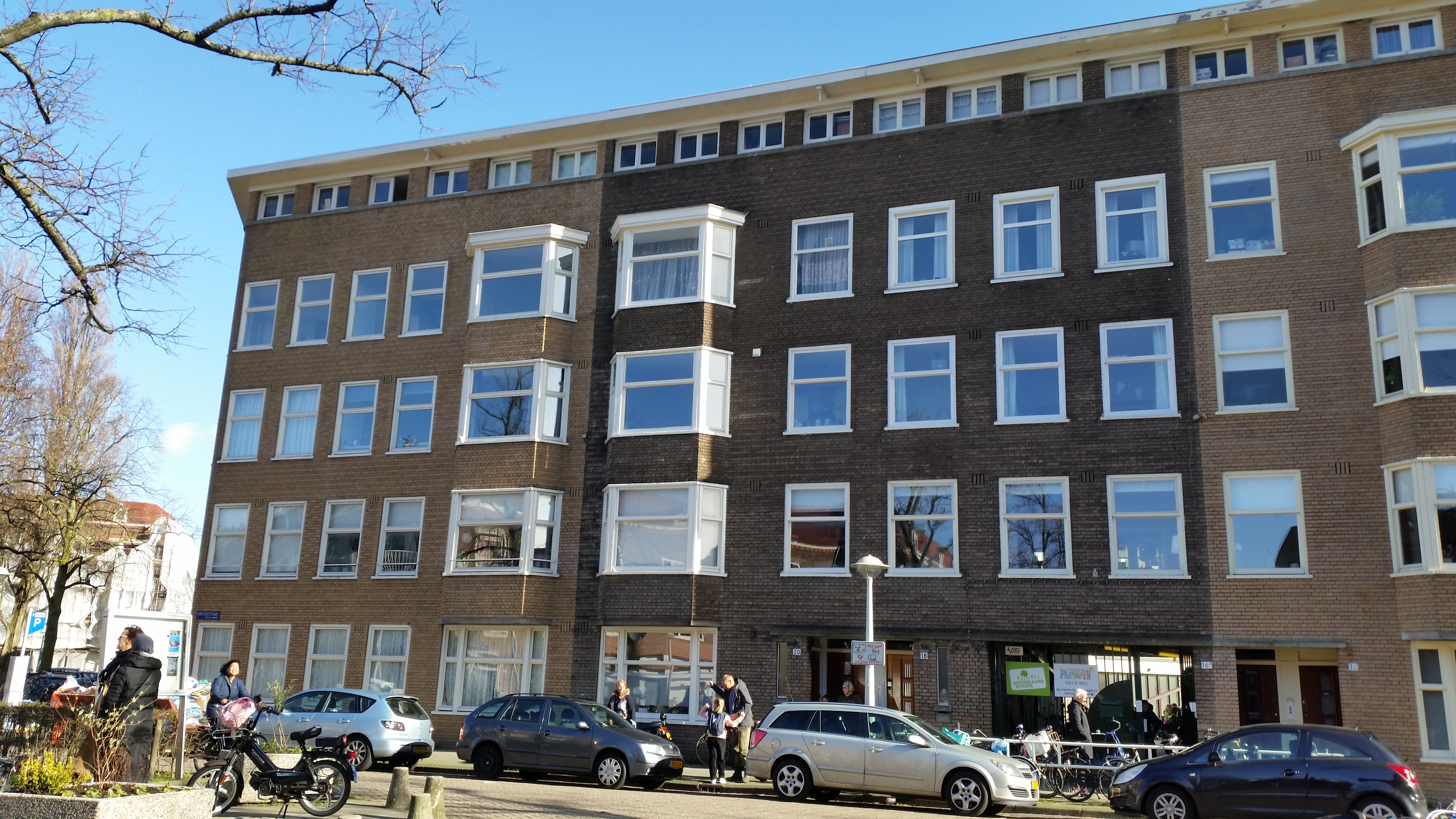
Van Gentstraat 16-20 met onderdoorgang (maart 2019)